# Arzana
Arzana (sardinski: Àrthana) je grad i općina (comune) u pokrajini Nuoru u regiji Sardiniji, Italija. Nalazi se na nadmorskoj visini od 672 metra i ima 2 433 stanovnika.
 Prostire se na 162,49 km2. Gustoća naseljenosti je 15 st/km2.
Susjedne općine su: Aritzo, Desulo, Elini, Gairo, Ilbono, Jerzu, Lanusei, Seui, Seui, Seulo, Tortolì, Villagrande Strisaili i Villaputzu.